# Griya Mukti Jaya
Griya Mukti Jaya is een bestuurslaag in het regentschap Indragiri Hilir van de provincie Riau, Indonesië. Griya Mukti Jaya telt 859 inwoners (volkstelling 2010).